# Stochastics
Stochastics is een internationaal, aan collegiale toetsing onderworpen wetenschappelijk tijdschrift op het gebied van de toegepaste wiskunde.
Het tijdschrift is opgericht in 1975.
Het wordt sinds 2005 uitgegeven door Taylor & Francis en verschijnt 6 keer per jaar.